# Fünfing bei Gleisdorf
Fünfing bei Gleisdorf ist eine Ortschaft und Katastralgemeinde der Marktgemeinde Sinabelkirchen im Bezirk Weiz in der Steiermark mit 193 Einwohnern (Stand 1. Jänner 2024).

## Gliederung
Die Ortschaft Fünfing bei Gleisdorf besteht aus den drei Streusiedlungen Fünfing, Kaltenbrunnberg und Pamerwald.

## Namensherkunft
Der Name entspringt den ehemals fünf großen Bauern in Fünfing bei Gleisdorf.

## Geschichte
Manche betrachten die Erwähnung eines Otto von Fünfing im Marchfutterregister von 1286 als ersten urkundlichen Hinweis auf den Ort. Unstrittig wurde Fünfing bei Gleisdorf 1410 als ritterlicher Ort, welcher von Konrad von Fünfing verwaltet wurde, erwähnt.
Fünfing bildete im 19. Jahrhundert eine eigene Gemeinde und war später Teil der Gemeinde Wolfgruben bei Gleisdorf. Bei der Auflösung der Gemeinde Wolfgruben bei Gleisdorf im Jahr 1968 wurde das Gebiet der Katastralgemeinde Fünfing bei Gleisdorf an die Gemeinde Sinabelkirchen angeschlossen.

### Notzeiten
1782 plagten Wanderheuschrecken das Dorf und zerstörten neben der Ernte auch Teile der Vegetation Fünfings. Auch von der Pest wurde Fünfing bei Gleisdorf nicht verschont. Daran erinnern noch heute Pestkreuze im Fünfinggraben.

## Vegetation

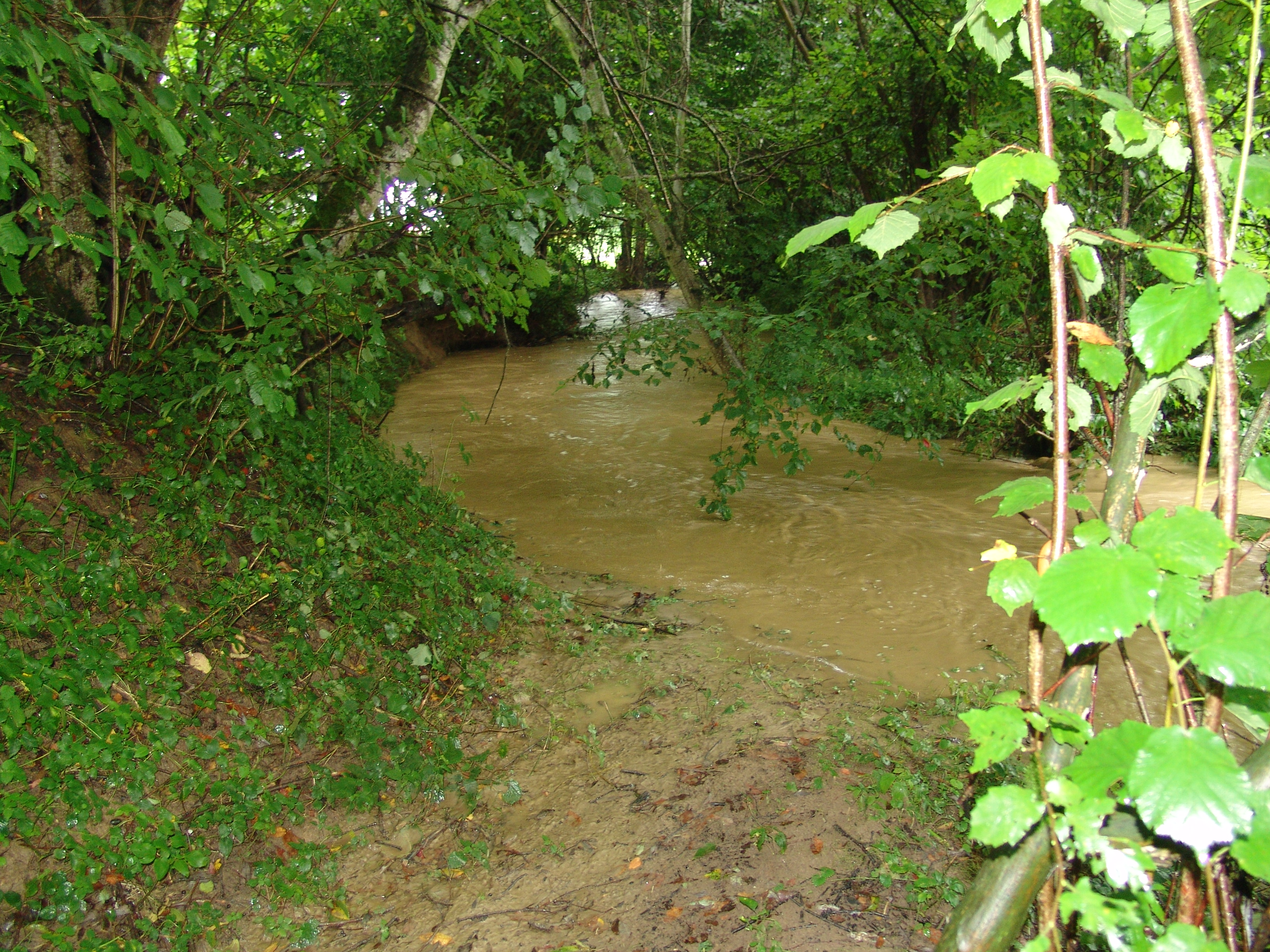
Nitschabach Hochwasser

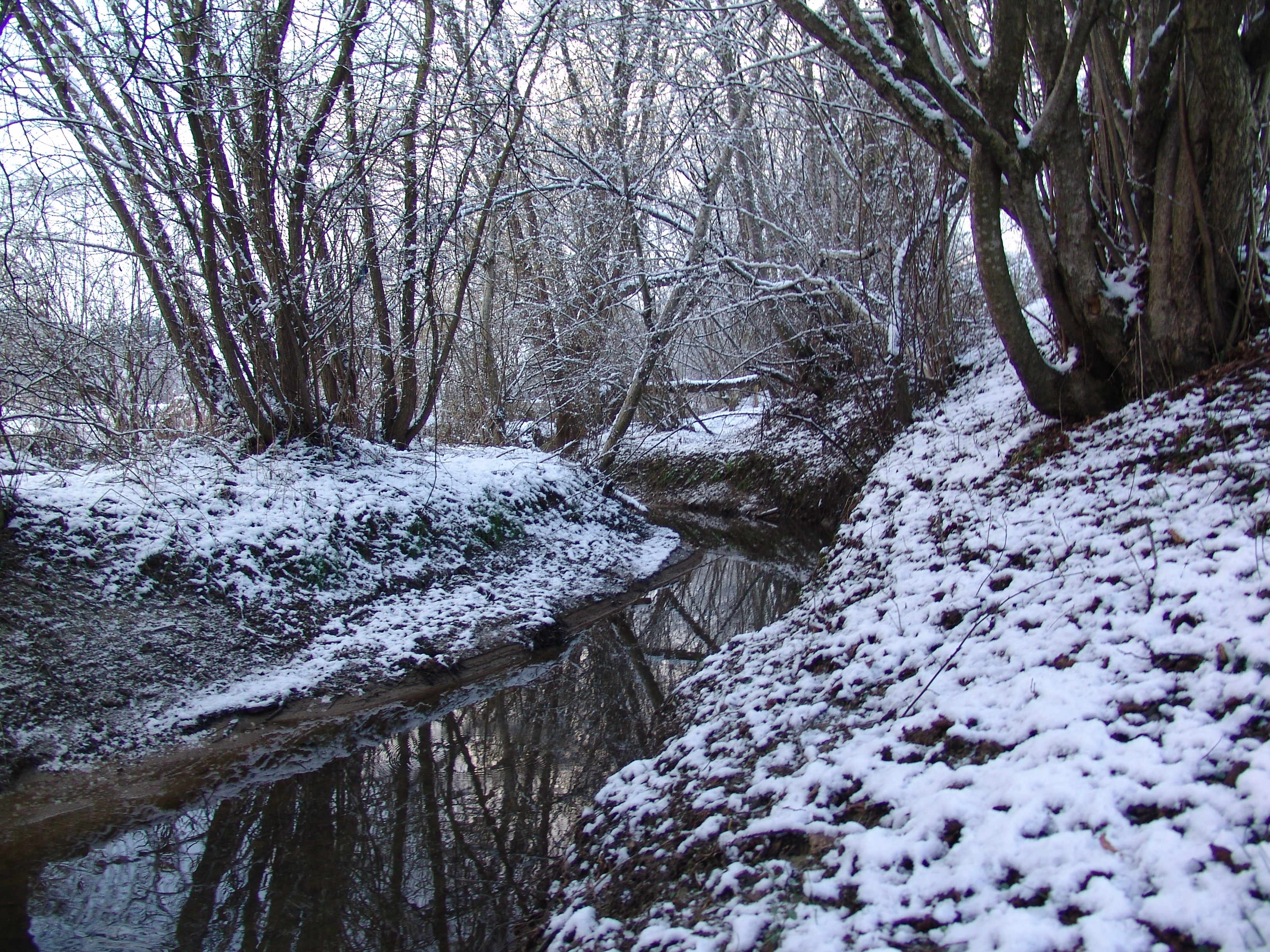
Nitschabach im Winter

Der Nitschabach, auch als Fünfingbach bekannt, fließt durch den Fünfinggraben und wird vom Fünfinger Fischereiklub beaufsichtigt und rein gehalten.